# Óscar de Araújo

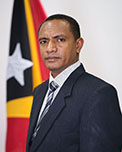
Óscar de Araújo

Óscar de Araújo (* 13. Mai 1982 in Ainaro, Osttimor) ist ein osttimoresischer Politiker. Er ist Mitglied der Partei Congresso Nacional da Reconstrução Timorense (CNRT).

## Werdegang

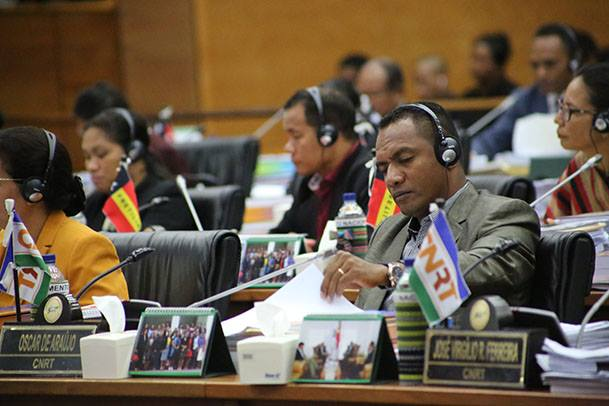
Óscar de Araújo im Parlament (2018)

Araújo hat einen Bachelor in Sozialpolitik inne. Von 2007 bis 2009 war er stellvertretender Direktor der Bildungsdirektion im damaligen Distrikt Ainaro.
Bei den Parlamentswahlen in Osttimor 2012 hatte Araújo den 14. Listenplatz der Ersatzkandidaten des CNRT inne. Auf Listenplatz 32 der eigentlichen Kandidaten bei den Parlamentswahlen 2017 war er noch chancenlos. Bei den Parlamentswahlen 2018 verpasste Araújo den Einzug in das Parlament auf Listenplatz 37 der Aliança para Mudança e Progresso (AMP), der gemeinsamen Liste von CNRT, PLP und KHUNTO. Am 13. Juni rückte er aber für Xanana Gusmão nach, der seinen Sitz verfassungsgemäß in Erwartung eines Regierungsamtes aufgab. An dem 4. Juli war Araújo Sekretär des Parlamentsausschusses für konstitutionelle Fragen und Justiz (Kommission A). Am 16. Juni 2020 wurde er durch die Umstrukturierung zum einfachen Mitglied der Kommission für Infrastruktur (Kommission E).
Bei den Parlamentswahlen 2023 erhielt Araújo Platz 13 auf der Liste des CNRT und erneut einen Sitz im Nationalparlament. Hier wurde er nun Vizepräsident der Kommission für Infrastruktur (Kommission E).